# Jin'anqiao
Jin'anqiao (in cinese: 金安桥站S, Jīn'ānqiáo zhànP) è una stazione della linea 6, della linea 11 e della linea S1 della metropolitana di Pechino. Rappresenta, inoltre, il capolinea occidentale della linea 6.
Il 30 dicembre 2017 viene inaugurata la stazione della linea S1, seguita l'anno successivo da quella della linea 6. Tre anni dopo, il 31 dicembre 2021, viene aperta al pubblico anche la stazione della linea 11. Così facendo, Jin'anqiao è diventata la quinta stazione dell'intera rete metropolitana di Pechino a consentire l'interscambio con tre linee differenti, dopo le stazioni di Dongzhimen, Xizhimen, Songjiazhuang e Biblioteca Nazionale. A queste si aggiungono anche le stazioni di Shilihe (linee 10, 14 e 17) e Caoqiao (linee 10, 19 e Daxing Airport Express), inaugurate lo stesso giorno di Jin'anqiao.

## Origine del nome
Jin'anqiao fu originariamente costruita nel 1970 e in passato era conosciuta come il viadotto di Beixin'an. Successivamente, con l’ampliamento dovuto alla costruzione della strada Fushi, il nome venne modificato prendendo il nome di due località vicine: Jin (da Jindingjie a sud-ovest) e An (da Beixin'an a nord-ovest), dando così origine al nome attuale di Jin'anqiao, che letteralmente significa "Ponte di Jin'an".

## Posizione
La stazione di Jin’anqiao si trova nella parte ovest di Pechino, appena fuori dal Quinto anello, all’incrocio tra due importanti strade: Fushi Road e Beixin’an Road. Essendo un nodo di interscambio tra tre linee della metropolitana, Jin'anqiao è considerata uno snodo strategico per spostarsi tra le zone occidentali e il centro città. La stazione dista circa 25 km dal centro di Pechino ed è circondata da aree residenziali e commerciali in rapido sviluppo, con diversi parchi e centri commerciali nelle vicinanze, offrendo quindi sia comodità che servizi ai pendolari e visitatori.

## Struttura e impianti
La stazione della linea S1 è sopraelevata, con una struttura che comprende un piano interrato e due piani in superficie: il piano interrato, adiacente all'atrio della linea 6, è dedicato al collegamento tra le due linee. La linea 6, invece, è una stazione sotterranea su due livelli, caratterizzata da una struttura con doppia fila di pilastri e tre campate: il piano superiore ospita l'atrio di accesso, collegato a quella della linea S1, mentre il piano inferiore è dedicato alle banchine, disposte secondo una struttura a isola. La stazione Jin’anqiao della linea 6 è stata realizzata con un sistema prefabbricato, che ha consentito di ridurre i tempi di costruzione e di limitare la polvere e il rumore in cantiere. Anche la stazione della linea 11 è disposta similmente a quella della linea 6: si sviluppa in due piani sotterranei, dove al primo è disposto l'atrio di ingresso e il collegamento alla linea 6, mentre il secondo piano è destinato alle banchine ad isola per la salita e la discesa dei passeggeri dai treni.
La stazione è dotata di dieci accessi, indicati con le lettere A, B, C, D, E, F, G, H, J e K. Gli ingressi A, B, C, F, H e J sono accessibili ai portatori di disabilità motoria.

## Organizzazione impianti
|  |

| Urban straight track one-way forward | Unknown route-map component "uSTRg" |

| Unknown route-map component "uPSTR(R)" | Unknown route-map component "uPSTR(L)" |

| Unknown route-map component "uPSTR(R)" | Unknown route-map component "uPSTR(L)" |

| Unknown route-map component "uABZg2" | Unknown route-map component "uSTR+c3" |

| Unknown route-map component "uSTR+c1" | Unknown route-map component "uABZg+4" |

| Urban straight track | Urban straight track |

| Urban straight track one-way forward | Unknown route-map component "uSTRg" |

|  |

| Unknown route-map component "utENDEa" | Unknown route-map component "utENDEa" |

| Urban tunnel straight track | Urban tunnel straight track |

| Unknown route-map component "utABZg2" | Unknown route-map component "utABZg3" |

| Unknown route-map component "utABZg+1" | Unknown route-map component "utABZg+4" |

| Unknown route-map component "utPSTR(L)" | Unknown route-map component "utPSTR(R)" |

| Unknown route-map component "utPSTR(L)" | Unknown route-map component "utPSTR(R)" |

| Unknown route-map component "utABZg2" | Unknown route-map component "utSTR+tc3" |

| Unknown route-map component "utSTR+tc1" | Unknown route-map component "utABZg+4" |

| Unknown route-map component "utSTRf" | Unknown route-map component "utSTRg" |

|  |

| Unknown route-map component "utSTRf" | Unknown route-map component "utSTRg" |

| Urban tunnel straight track | Urban tunnel straight track |

| Unknown route-map component "utPSTR(L)" | Unknown route-map component "utPSTR(R)" |

| Unknown route-map component "utPSTR(L)" | Unknown route-map component "utPSTR(R)" |

| Unknown route-map component "utSTRf" | Unknown route-map component "utSTRg" |

## Servizi
La stazione dispone di:
- Accessibilità per portatori di handicap
- Ascensori
- Scale mobili
- Emettitrice automatica biglietti
- Servizi igienici
- Sportello automatico
- Stazione video sorvegliata
- Ufficio polizia

### Orari

#### Linea 6
In direzione del capolinea orientale di Lucheng, sono attivi tutti i giorni treni dalla stazione di Jin'anqiao dalle 5:06 alle 22:24. Alcuni convogli effettuano un servizio ridotto, che termina alla stazione di Caofang, che si protraggono fino alle 23:35 .

#### Linea 11
Dalla stazione di Jin'anqiao, in direzione Moshikou, il servizio è garantito dalle 5:33 alle 22:23. Verso il capolinea opposto, ovvero Xinshougang, i convogli sono operativi dalle 5:41 alle 22:31.

#### Linea S1
In direzione Shichang, il primo treno parte da Jin'anqiao alle 5:54 e termina il servizio alle 23:35. Verso Pingguoyuan, invece, i collegamenti sono operativi tra le 5:40 e le 23:22.

## Interscambi
- Fermata autobus